# Пенцлав (гміна)
Гміна Пенцлав (пол. Gmina Pęcław) — сільська гміна у південно-західній Польщі. Належить до Глоговського повіту Нижньосілезького воєводства.
Станом на 31 грудня 2011 у гміні проживало 2359 осіб.

## Площа
Згідно з даними за 2007 рік площа гміни становила 64.13 км², у тому числі:
- орні землі: 74.00%
- ліси: 9.00%

Таким чином, площа гміни становить 14.47% площі повіту.

## Населення
Станом на 31 грудня 2011:
| Опис     | Загалом | Загалом | Чоловіки | Чоловіки | Жінки | Жінки |
| -------- | ------- | ------- | -------- | -------- | ----- | ----- |
| одиниця  | осіб    | %       | осіб     | %        | осіб  | %     |
| все      | 2359    | 100     | 1204     | 51.04    | 1155  | 48.96 |
| міське   | 0       | 100     | 0        |          | 0     |       |
| сільське | 2359    | 100     | 1204     | 51.04    | 1155  | 48.96 |

## Сусідні гміни
Гміна Пенцлав межує з такими гмінами: Глогув, Грембоциці (гміна), Нехлюв, Рудна, Шліхтинґова.